# Figulus rossi
Figulus rossi es una especie de coleóptero de la familia Lucanidae.

## Distribución geográfica
Habita en Cocos, Australia.